# Maria Anna Mancini

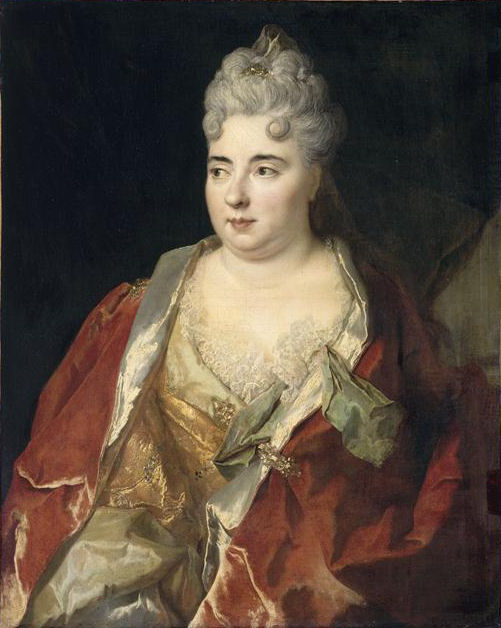
Maria Anna Mancini, Porträt von Nicolas de Largillière um 1700

Maria Anna Mancini (* 1649 in Rom; † 20. Juni 1714 in Clichy) war eine der sogenannten Mazarinetten (französisch: Mazarinettes) und durch Heirat mit Godefroy Maurice Herzogin von Bouillon.

## Leben
Maria Anna war die Tochter des Michele Lorenzo Barone di Mancini sowie der Geronima Mazarini und damit eine Nichte des Kardinals Jules Mazarin. Sie war unter anderem Schwester von Laura Mancini, Maria Mancini, Michele Paolo Mancini, Olympia Mancini, Philippe Jules Mancini und der Hortensia Mancini.
Maria Anna, Marianne genannt, zeichnete sich schon früh durch Geist und poetisches Talent aus. Sie wurde 1662 mit dem Neffen des Marschalls Turenne, Godefroy Maurice de La Tour d’Auvergne, verheiratet. Die Mitgift war außerordentlich hoch: neben einer Million Livres die Statthalterschaft über die Auvergne sowie – im Austausch mit anderen Ländereien – die Rückgabe des Fürstentums Sedan, das Godefroy Maurice’ Vater Frédéric-Maurice de La Tour d’Auvergne an Richelieu hatte abtreten müssen.
Während Godefroy Maurice in Militärdiensten stand, widmete sich Maria Anna in Château-Thierry der Jagd und den schönen Künsten. Sie wurde eifrige Förderin des Fabeldichters Jean de La Fontaine. Die Herzogin von Bouillon umgab sich mit Personen, die in Versailles nicht gern gesehen waren und stand in gewisser Opposition zu Ludwig XIV., der sie zeitweise nach Nérac verbannte. In einem Brief schrieb sie über ihn: „Wenn er auftreten soll, ist er ein Theaterkönig, und wenn er kämpfen soll, einer vom Schach.“
Im Rahmen der Prozesse in der Giftaffäre um die La Voisin, antwortete sie den Richtern so schlagfertig, dass aus den Verhörprotokollen ein Buch gedruckt und verbreitet wurde.

## Nachkommen
Ihre Kinder mit Godefroy Maurice waren:
- Louis (* 1665; † 1692), prince de Turenne
- Marie Elisabeth (* 1666; † 1725)
- Emmanuel Théodose (1668; † 1730), Herzog von Bouillon
- Frédéric Jules (1672; † 1733), prince d’Auvergne
- Henri Louis (1675; † 1753), Graf von Évreux
- Louise Julie (1679; † 1750), ⚭ 1698 mit François Armand de Rohan, Herzog von Montbazon

Siehe auch Haus Mazarin-Mancini